# Tunnel du Grépon
 (février 2023).
Si vous disposez d'ouvrages ou d'articles de référence ou si vous connaissez des sites web de qualité traitant du thème abordé ici, merci de compléter l'article en donnant les références utiles à sa vérifiabilité et en les liant à la section « Notes et références ».
Le tunnel du Grépon est un tunnel ferroviaire de France situé en Haute-Savoie, à Chamonix-Mont-Blanc. Il est emprunté par le chemin de fer du Montenvers, chemin de fer touristique à crémaillère qui relie Chamonix au Montenvers au-dessus de la Mer de Glace, dans le massif du Mont-Blanc. Le tunnel est creusé dans la montagne de Blaitière qui forme l'ubac des aiguilles de Chamonix, au niveau du torrent du Grépon qui descend du glacier des Nantillons sous l'aiguille du Grépon. Il se trouve au-dessus du tunnel des Planards.